# Arkady Migdal
Arkadi Béynusovich (Benedíktovich) Migdal (en ruso: Арка́дий Бе́йнусович (Бенеди́ктович) Мигда́л; Lida, Imperio Ruso, 11 de marzo de 1911-Princeton, Estados Unidos, 9 de febrero de 1991) fue un físico soviético, miembro de la Academia de Ciencias de Rusia. Migdal desarrolló la fórmula que considera el efecto Landau-Pomeranchuk-Migdal, una reducción de la radiación de frenado y de la creación de pares en la sección eficaz, con altas energías o altas densidades de materia.